# Liste von Fußballpokalwettbewerben im Westjordanland
Die Liste von Fußballpokalwettbewerben im Westjordanland beinhaltet Fußballpokalwettbewerbe im Westjordanland.

## West Bank Palestine Cup
| Jahr | Sieger                 | Ergebnis        | Finalist                |
| ---- | ---------------------- | --------------- | ----------------------- |
| 1978 | Shabab al-Khalil SC    | ?               | Hilal al-Quds Club      |
| 1980 | Shabab al-Khalil SC    | 1:0             | YMCA                    |
| 1983 | Shabab Al-Zahiriyya    | 2:0             | Markaz Balata           |
| 1985 | Shabab al-Khalil SC    | 2:0             | Markaz Tulkarem         |
| 1987 | Thaqafi Tulkarem       | 2:1             | Silwan FC               |
| 2007 | Taraji Wadi Al-Nes     | 1:1 (2:0 i. E.) | Shabab al-Khalil SC     |
| 2009 | Taraji Wadi Al-Nes     | 1:1 (4:3 i. E.) | Shabab al-Khalil SC     |
| 2011 | Hilal al-Quds Club     | 2:0             | Shabab al-Dhahiriya SC  |
| 2012 | Shabab al-Dhahiriya SC | ?               | Hilal al-Quds Club      |
| 2013 | Shabab al-Khalil SC    | 3:0             | Islami Qalqilya         |
| 2014 | Hilal al-Quds Club     | 1:1 (4:2 i. E.) | Shabab al-Dhahiriya SC  |
| 2015 | Ahli al-Khalil         | 0:0 (4:3 i. E.) | Markaz Balata           |
| 2016 | Ahli al-Khalil         | :0              | Hilal al-Quds Club      |
| 2017 | Ahli al-Khalil         | 0:0 (3:1 i. E.) | Shabab al-Khalil SC     |
| 2018 | Hilal al-Quds Club     | 3:1             | Thaqafi Tulkarem        |
| 2019 | Markaz Balata          | 2:1             | Markaz Shabab al-Am'ari |
| 2020 | Abbruch                | Abbruch         | Abbruch                 |

## Yassir Arafat Cup
| Jahr    | Sieger                  | Ergebnis         | Finalist                |
| ------- | ----------------------- | ---------------- | ----------------------- |
| 2010    | Taraji Wadi Al-Nes      | 1:0              | Markaz Shabab al-Am'ari |
| 2011/12 | Shabab al-Dhahiriya SC  | 0:0 (5:4 i. E.)  | Markaz Shabab al-Am'ari |
| 2012    | Markaz Shabab al-Am'ari | 3:1              | Markaz Balata           |
| 2013    | Shabab al-Khalil SC     | 2:1              | Taraji Wadi Al-Nes      |
| 2014    | Hilal al-Quds Club      | 3:1              | Shabab Yatta            |
| 2015    | Shabab al-Dhahiriya SC  | 0:0 (4:3 i. E.)  | Shabab al-Khalil SC     |
| 2016    | Shabab al-Khalil SC     | 0:0 (6:5 i. E.)  | Shabab al-Dhahiriya SC  |
| 2017    | Markaz Balata           | 1:1 (3:2 i. E.)  | Shabab Al-Smoa          |
| 2018/19 | Hilal al-Quds Club      | 0:0 (8:7 i. E.)  | Markaz Balata           |
| 2019/20 | Keine Austragung        | Keine Austragung | Keine Austragung        |
| 2020/21 | Keine Austragung        | Keine Austragung | Keine Austragung        |
| 2021/22 | Jabal al-Mukaber Club   | 3:1              | Thaqafi Tulkarem        |
| 2022/23 | Jabal al-Mukaber Club   | 1:0              | Markaz Balata           |
| 2023    | Jabal al-Mukaber Club   | 1:1 (6:5 i. E.)  | Shabab al-Khalil SC     |

## West Bank Supercup
| Jahr | Sieger                 | Ergebnis        | Finalist                |
| ---- | ---------------------- | --------------- | ----------------------- |
| 2010 | Taraji Wadi Al-Nes     | 1:1 (4:3 i. E.) | Jabal al-Mukaber Club   |
| 2011 | Hilal al-Quds Club     | 4:0             | Markaz Shabab al-Am'ari |
| 2012 | Shabab al-Dhahiriya SC | 2:1             | Hilal al-Quds Club      |
| 2013 | Shabab al-Khalil SC    | 1:1 (4:2 i. E.) | Shabab al-Dhahiriya SC  |
| 2014 | Hilal al-Quds Club     | 3:0             | Taraji Wadi Al-Nes      |
| 2015 | Ahli al-Khalil         | 3:2             | Shabab al-Dhahiriya SC  |
| 2016 | Ahli al-Khalil         | 2:0             | Shabab al-Khalil SC     |
| 2017 | Hilal al-Quds Club     | 2:1             | Ahli al-Khalil          |
| 2018 | Hilal al-Quds Club     | 2:1             | Thaqafi Tulkarem        |

## West Bank PFA Cup
| Jahr | Sieger                | Ergebnis        | Finalist            |
| ---- | --------------------- | --------------- | ------------------- |
| 2007 | Al-Bireh              | 1:1 (3:1 i. E.) | Taraji Wadi Al-Nes  |
| 2008 | Thaqafi Tulkarem      | 1:0             | Hilal SC Ariha      |
| 2009 | Jabal al-Mukaber Club | 1               | Shabab al-Khalil SC |

1 Das Finale wurde abgebrochen.